# اللواثة الغربية (الويدان)
اللواثة الغربية هي إحدى مشيخات المملكة المغربية، تتبع جغرافيا لعمالة مراكش وإداريًا لالويدان. يقدر عدد سكانها بـ 8568 نسمة حسب الإحصاء الرسمي للسكان والسكنى لسنة 2004.